# Аз-Заркали
Абу Исхак Ибрахим ибн Яхья ан-Наккаш аз-Заркали (Толедо, 1029 — Севилья, 1087) — выдающийся западноарабский астроном и математик. В Западной Европе известен как Арзахель (Arsachel) или Эйзарахель (Eizarachel). Его работы вдохновили поколение исламских астрономов в Аль-Андалусе, а позже, после перевода, были очень влиятельны в Европе. Его изобретение Сафеи (усовершенствованной астролябии) оказалось очень популярным и широко использовалось мореплавателями вплоть до 16-го века.

## Биография и научная деятельность
Жил и работал в Толедо, Кастилия в Аль-Андалус, после завоевания Толедо испанцами в результате Реконкисты в 1085 году эмигрировал в Севилью. Первоначально был гравером и изготовлял по заказам астрономов астрономические инструменты, а затем сам стал крупным астрономом.
Аз-Заркали принадлежит ряд сочинений об астрономических инструментах, в том числе «Книга действий с тимпаном зиджей», в котором описана астролябия «заркала», по названию которой он и получил своё прозвище. Этот прибор основан на стереографическом проектировании небесной сферы из одной из точек равноденствия на плоскость большого круга, проходящего через полюсы мира и точки солнцестояний. Название «тимпан зиджей» объясняется тем, что с помощью этого инструмента можно решать многие задачи, обычно решаемые с помощью таблиц, приведенных в зиджах. Астролябия «Заркала» получила в Европе большую популярность под названием saphaea Arzachelis.
Аз-Заркали был создан «Толедский зидж», известный в Западной Европе как «Канон Арзахеля в Толедских таблицах». Считается также изобретателем Экваториума.
В его честь назван кратер Арзахель на Луне.

## Аз-Заркали и форма планетных орбит
При исследовании движения Меркурия Аз-Заркали сделал замечание: центр главного эпицикла описывает не круг, как ему предписывает теория Птолемея, а вытянутый овал. Некоторые историки ошибочно истолковали это замечание как предвосхищение первого закона Кеплера об эллиптичности планетных орбит. В действительности аз-Заркали придерживался геоцентрической модели мира, нигде не упоминал эллипс и не использовал параметры эллипса в своих вычислениях.